# Чебдар
Чебдар (алт. Чаптар) — река в центральной части Республики Алтай, в Улаганском административном районе. Левый приток Башкауса. Название реки происходит от алтайского Чаптар что означает согласно топонимическому словарю «небольшие каменистые склоны без растительности».

## География
Длина реки — 50 км, площадь водосборного бассейна — 902 км².
Исток реки на восточном склоне Сумультинского хребта на высоте около 2500 метров находится на границе Онгудайского и Улаганского районов. Далее русло проходит в северном направлении между хребтами Сумультинский и Тонгош, после чего меняет направление на восточное, до впадения в реку Башкаус в 10 километрах от устья Башкауса (который в свою очередь впадает в Чулышман). Высота стен ущелья Чебдара местами доходит от 300 до 500 метров. Преобладающими породами в ущелье являются сибирский кедр и лиственница.
От устья Чебдара проходит тропа, в долину реки Чага. С тропы открывается панорама Чебдарского ущелья, долин рек Башкаус и Чулышман.
В устье Чебдара обитает хариус.

## Притоки
В Чебдар впадает масса мелких и несколько более крупных рек. Наиболее крупными притоками являются (расстояние от устья):
- левые — Караган (4 км), Сынырлу (18 км), Уйкарташ (20 км).
- правые — Тайтыин (19 км).

## Туризм
Река и её окрестности популярны у туристов, входит в несколько пеших и конных маршрутов.